# پونتزانو رومانو
پونتزانو رومانو (به ایتالیایی: Ponzano Romano) یک کومونه در ایتالیا است که در استان رم واقع شده‌است. پونتزانو رومانو ۱۹٫۳ کیلومتر مربع مساحت و ۱٬۰۶۱ نفر جمعیت دارد و ۲۰۵ متر بالاتر از سطح دریا واقع شده‌است.